# Tepuítrupial
Tepuítrupial (Macroagelaius imthurni) är en fågel i familjen trupialer inom ordningen tättingar.

## Utseende och läte
Tepuítrupialen är en medelstor trupial. Adulta fåglar är helsvarta förutom gula fjädertofsar på bröstsidorna vid vingknogen. Ungfågeln är istället matt gråsvart, utan de gula fjädertofsarna. Bland lätena hörs olika gnisslinga och skrockande ljud, vissa mycket metalliska. Större epålettrupial har också gul och svart fjäderdräkt, men denna är gul på skuldrorna, ej vid vingknogen samt är kraftigare byggd och har tjockare näbb.

## Utbredning och systematik
Fågeln förekommer i tepuis från södra Venezuela till västra Guyana och norra Brasilien (Roraima). Den behandlas som monotypisk, det vill säga att den inte delas in i några underarter.

## Levnadssätt
Tepuítrupialen hittas i trädtaket i bergsskogar och utmed kanter av savann. Den drar fram i ljudliga grupper, födosökande bland blommor, lövfästen och i barkskrevor. 

## Status
Arten har ett stort utbredningsområde och beståndet anses vara stabilt. Internationella naturvårdsunionen IUCN listar den därför som livskraftig (LC).